# Tatranské Matliare
Tatranské Matliare est une localité de la ville de Vysoké Tatry. Elle est située à 885 m d'altitude. Officiellement créée en 1884, il y avait déjà au XIVe siècle une métairie occupée par des colons tyroliens. Elle a actuellement une fonction touristique et de soins des maladies respiratoires.